# Graham Fraser (industriel)
Pour les articles homonymes, voir Graham Fraser (homonymie) et Fraser.
Graham Fraser (né le 12 août 1846 à New Glasgow, Nouvelle-Écosse) est un industriel canadien.

## Carrière
Avec George Forrest McKay, il a fondé compagnie Hope Iron Works, une entreprise spécialisé dans le ferrage des navires. La compagnie changea de nom pour la Nova Scotia Forge Company par la suite, et commença à se diversifier pour aussi créer d'autres pièces de métal.
Fraser profita de la politique nationale de John A. Macdonald, et créa la Nova Scotia Steel Company dans le but de fabriquer l'acier brut nécessaire pour la construction du chemin de fer Canadien Pacifique et le développement des industries naissantes au Canada. La production de lingots d'acier de « la Scotia », comme on l'appelait, commença en 1883.
En 1897, des conflits internes dans la Scotia fit que Fraser quitta la compagnie pour diriger la Dominion Iron and Steel Company, le principal concurrent de la Scotia. Il prit sa retraite en 1905, et retourna à New Glasgow vivre le reste de ses jours.

## Héritage
Dans les années 1960, un cairn montrant Fraser est McKay fut dévoilé à Trenton, en Nouvelle-Écosse, par le Premier ministre de l'époque, Robert Stanfield, dans le but d'honorer ces pionniers de la sidérurgie canadienne.